# オリコン・烏賀陽裁判
オリコン・烏賀陽裁判（オリコン・うがやさいばん）は、音楽などのチャートを提供する市場調査会社であるオリコン株式会社と、ジャーナリストの烏賀陽弘道との間で争われた裁判である。

## 概要
月刊誌『サイゾー』2006年（平成18年）4月号において、「ジャニーズはVIP待遇！？オリコンとジャニーズの蜜月関係」と題する記事が掲載された。記事ではオリコンチャートがジャニーズ事務所所属のタレントに甘いのではないかという疑問を、オリコンとサウンドスキャンのデータを比べながら文責「サイゾー編集部」名義で提示した。この記事内では「オリコンは調査方法をほとんど明らかにしていない」「オリコンは予約枚数をもカウントしている」という発言が烏賀陽のコメントとして掲載された。
オリコンはこの記事に引用された「烏賀陽コメント」のみを地の文からは分離し、この発言を事実無根の名誉毀損として、2006年11月17日、（出版社や執筆者・編集者ではなく）電話取材に答えた烏賀陽に対して5000万円の損害賠償を求める民事訴訟を東京地裁に提起した。
同社社長の小池恒は12月21日付同社プレスリリースにて、「烏賀陽が2003年2月に発売されたアエラでの記事（時効）も含めて過ちを認め、謝罪するなら提訴を取り下げる」と発言、提訴の目的がお金ではないことを公言した。烏賀陽側はこの小池社長名義のプレスリリースを根拠として、2007年（平成19年）2月8日、同訴訟は「提訴を請求以外の目的に使った訴訟権の濫用」であると主張し、逆にオリコンに対し1100万円の損害賠償を求める訴訟を東京地裁に起こした。
2008年（平成20年）4月22日、両訴訟の判決が東京地裁で言い渡され、2006年11月分の訴訟については烏賀陽に対しオリコンへ100万円の支払いを命じ、2007年2月分の訴訟については烏賀陽の訴えを退けた。5月2日、烏賀陽は東京高裁へ控訴した。
烏賀陽側は11月5日、烏賀陽に電話取材し記事を執筆した小林稔和・サイゾー元副編集長が烏賀陽側弁護団に対して話した証言の記録を証拠として東京高裁に提出し、高裁に採用された。烏賀陽側は小林と揖斐憲同誌編集長を法廷に呼び、烏賀陽・オリコン側双方の質問に答えるよう証人尋問を高裁に申請した。一方、オリコン側は揖斐・小林証人への反対尋問（法廷での反論）を申請しなかった。
同証拠で小林は以下のように証言している。
- 「オリコンはジャニーズに甘くチャートを操作している」というサイゾーの文意に沿うように烏賀陽が答えた内容や掲載ページそのものを改竄したこと。
- 「ジャニーズについては知らないのでコメントしない」と取材に答えることを断った烏賀陽に無断で、掲載ページを当初の説明である「テレビ視聴率などランキングの虚実」ではなく「ジャニーズとオリコンの癒着」のページに変えたこと。
- 烏賀陽は小林が執筆した「烏賀陽名義のコメント」の内容を小林からのメールで知り、「掲載内容は私の発言内容とあまりに違ううえ、掲載ページそのものが違うので、文意がまったく変更されており、自分のコメントとして掲載されることを断る」と掲載を拒否したこと。
- 小林は、抗議と掲載拒否の確認のために編集部を訪れた烏賀陽に、「締め切りはもうすぎたので直せない」と虚偽を伝えて掲載を強行したこと。

サイゾーはこの証言をふまえ、オリコンと烏賀陽の訴訟に利害関係人として訴訟参加をした。オリコン・烏賀陽との間で訴訟の起きていないサイゾーが紛争の当事者として参加したことで、東京高裁は和解という枠組みで三者の紛争を解決するよう訴訟指揮した。
2回の口頭弁論と22回の高裁第16民事部での黒津英明裁判官が立ち会う進行協議を経て、2009年（平成21年）7月23日、東京高裁はオリコンに「烏賀陽への謝罪」または「請求放棄」を求める裁判所職権による和解案を提示。即日、オリコンはこの「請求放棄案」を受け入れる意志を烏賀陽側に表明した。オリコンの請求放棄表明ののちの8月3日、烏賀陽は「オリコンから烏賀陽に対して起こされた本訴に理由がないことをオリコン自身が認めた」という東京高裁の説明を受け「本訴の誤りをオリコン自身が認めた以上、反訴は理由を失った」として反訴を放棄した。8月3日、東京高裁の和解案に基づき、両者が和解に調印し同6日に和解調書が発行されて判決と同じ効力を持った。
「請求の放棄」は自己の訴えに理由がないことを自ら宣言する裁判上の手続きである（和解#訴訟上の和解も参照）。「提訴の取り下げ」が年に33％起きるのに対して「請求放棄」はわずか0.1%しか起きない。これを根拠に烏賀陽は3日、4日の記者会見で勝訴を宣言した。

## 和解の条件
和解条件は下記の通りである。
- 1
  - (1) サイゾーは本件コメントが不正確なものであり、かつ、烏賀陽の了解を得ないで掲載したことを謝罪する
  - (2) サイゾーはオリコンに対し、音楽ヒットチャートの信頼性について、読者に誤解を与えたことを謝罪する
  - (3) サイゾーは烏賀陽に500万円の損害賠償金を支払う
  - (4) （略、内容は損害賠償金の支払いの分割方法の取り決め）
  - (5) 揖斐憲・サイゾー編集長兼サイゾー社長は、上記の烏賀陽への債務を連帯して保証する
- 2
  - (1)
    - ア、オリコンは損害賠償請求を放棄する
    - イ、烏賀陽はオリコンに対する反訴請求を放棄する

  - (2) 烏賀陽とオリコンは、和解内容の公表にあたっては、和解の趣旨と経緯を踏まえた対応をする。

オリコン側は8月3日、「裁判所から提示された和解案に基づき、烏賀陽氏は当社の提訴に対する反訴請求を放棄し、当社も烏賀陽氏に対する損害賠償請求を放棄することで和解が成立」と発表した。8月6日、烏賀陽側はこの発表が「和解過程の順序を意図的に歪曲して並べ替え、和解条項2(2)に違反している」として同社に内容証明郵便を送り、抗議のうえ訂正を求めた。
サイゾーも和解条件に基づいて、代表取締役の揖斐憲名で、「同訴訟は、本誌記事に、烏賀陽氏のコメントとして掲載した箇所が争点となっておりましたが、該当箇所は同氏のコメントとして引用するには不正確なものであり、また同氏の了解を得ないまま掲載したものでした」「また、これらのコメントから構成された記事は、オリコンが発表する音楽ヒットチャートの信頼性について、読者に誤解を与えるものでした。」と謝罪した。
この和解について、朝日新聞は「実質的な逆転勝訴」と報じている。